# Hemiaminal

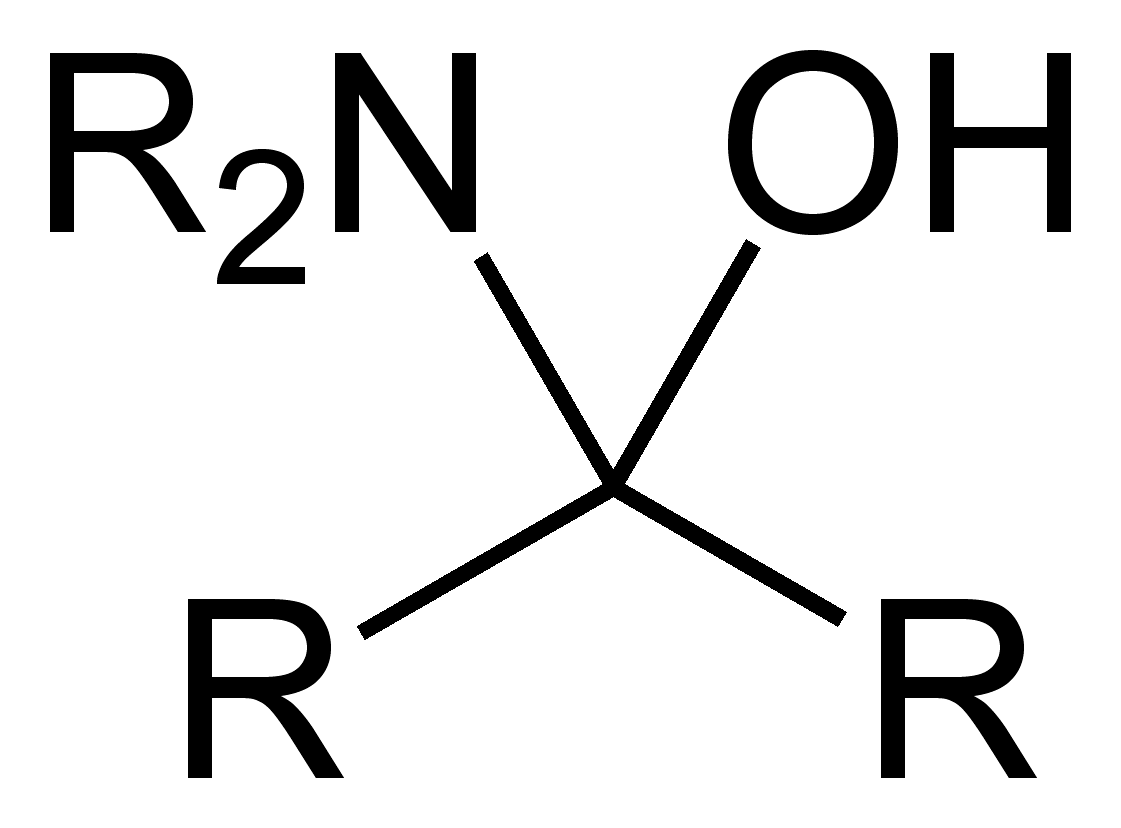
Hemiaminal genérico.

En química orgánica, un hemiaminal', es un grupo funcional o clase de compuesto químico que tiene un grupo hidroxilo y una amina unidos al mismo átomo de carbono: -C(OH)(NR2)-. R puede ser hidrógeno o un grupo alquilo. Los hemiaminales son intermediarios en la formación de iminas a partir de aminas y carbonilos, por alquilimino-de-oxo-bisustitución. Anteriormente eran llamadas carbinolaminas.

Hemiaminal o carbinolamina como intermediario en síntesis de iminas

## Ejemplos
Un ejemplo es el hemiaminal que se obtiene de la reacción de la amina secundaria carbazol y el formaldehído
Los hemiaminales generados a partir de aminas primarias son inestables, al punto que nunca han sido aislados, y rara vez han sido observados directamente. En un estudio del 2007, una subestructura hemiaminal atrapada en la cavidad de un complejo huésped-hospedante fue estudiada con una vida media de 30 minutos. Debido a que tanto la amina como el grupo carbonilo son aislados en una cavidad, la formación del hemiaminal está favorecida debido a la alta velocidad de reacción directa, comparable a una reacción intramolecular, y también debido al acceso restringido de base externa (otra amina) a la misma cavidad, que favorecería la eliminación de agua para dar la imina.
La formación de hemiaminal es un paso clave en la síntesis total asimétrica de la saxitoxina:
En este paso de la reacción, el grupo alqueno es oxidado primero a un intermediario acroleína, por acción del cloruro de osmio(III), peroximonosulfato de potasio (catalizador de sacrificio) y carbonato de sodio (base).